# Amolops marmoratus
Amolops marmoratus är en groddjursart som först beskrevs av Edward Blyth 1855.  Amolops marmoratus ingår i släktet Amolops och familjen egentliga grodor. IUCN kategoriserar arten globalt som otillräckligt studerad. Inga underarter finns listade i Catalogue of Life.

## Bildgalleri

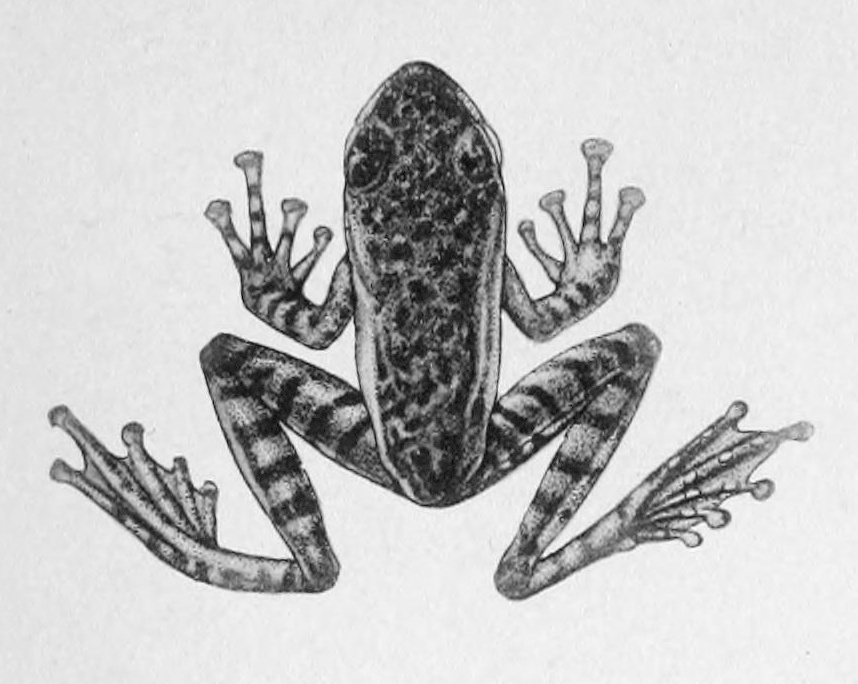